# Kenan & Kel
Kenan & Kel (bra: Kenan & Kel: Dois Caras Muito Doidos ou Kenan & Kel; prt: Kenan & Kel) é uma série de televisão americana, uma sitcom criada por Kim Bass e exibida originalmente pela Nickelodeon entre 17 de agosto de 1996 a 14 de janeiro de 2001, totalizando 65 episódios, divididos em 4 temporadas.
Ambientado em Chicago, Illinois, o programa segue as desventuras e confusões nas quais se envolvem os amigos Kenan Rockmore (Kenan Thompson) e Kel Kimble (Kel Mitchell), uma dupla de estudantes do ensino médio. 
O elenco principal é completado por Ken Foree, Teal Marchande, Vanessa Baden e Dan Frischman.
A série é uma das derivadas do programa de esquetes All That (1994–2005), do qual Thompson e Mitchell foram integrantes. Kenan & Kel foi a primeira série da Nickelodeon a apresentar atores negros no elenco principal e em horário nobre; bem como uma precursora do gênero buddy, que mais tarde seria retratado em uma outra série da emissora, Drake & Josh (2004–07). Em 1998, a série ganhou o Kids' Choice Awards nas categorias "série favorita" e "ator de TV favorito" para Mitchell.

## Exibição
A série estreou na Nickelodeon em 15 de julho de 1996; seu último episódio foi transmitido no dia 14 de janeiro de 2001, num total de 4 temporadas e 65 episódios.
Brasil
No Brasil, a série foi exibida diversas vezes pela Nickelodeon Brasil, sobretudo no bloco Nick at Nite, entre o final dos anos 90 e 2016. Ficou conhecida pela maioria do público ao ser exibida pelo programa infantil TV Globinho, da Rede Globo, na década de 2000. Entre 2012 e 2013, foi exibida pela Rede Bandeirantes no programa Band Kids e também no horário vespertino.
Em 2015, foi adquirida pelo SBT, sendo exibida pela emissora de 5 de setembro de 2015 a 30 de dezembro de 2017, aos sábados, ao meio dia e meia, antecedendo o Programa Raul Gil. Em 12 de junho de 2017, passou a ser exibido dentro do programa Bom Dia e Cia, devido a exibição da série The Thundermans (também da Nickelodeon) no horário que Kenan e Kel estava sendo exibido. No dia 30 de dezembro de 2017, é exibido o último episódio do programa. A série não foi mais exibida no SBT desde do dia 6 de Janeiro de 2018. A emissora não exibia as cenas iniciais e finais, onde os protagonistas interagiam com o público.
Em 2 de maio de 2022, a série chegou ao canal pago Comedy Central, sendo exibida todos os dias em diversos horários.
Desde 2020, está disponível no streaming gratuito Pluto TV.

## Enredo
Em Kenan & Kel, a trama se passa em Chicago, Illinois, e gira em torno de Kenan Rockmore (Kenan Thompson), um adolescente esperto e criativo, e seu melhor, e inseparável amigo Kel Kimble (Kel Mitchell), que é atrapalhado, hiperativo, pouco inteligente e obcecadamemte apaixonado por refrigerante sabor laranja.
Os episódios abrem e fecham com Kenan e Kel quebrando a quarta parede interagindo com o público do estúdio, parados na frente de uma cortina vermelha que é colocada em frente ao set principal enquanto eles ainda estão no personagem. Uma piada frequente é o fato de Kel nunca saber sobre o que seria o episódio da noite e Kenan se recusando a contar a ele, bolando sempre um esquema, muitas vezes pedindo a Kel para pegar vários itens variados e encontrá-lo em algum lugar. Todas as vezes Kel exclama sua frase de efeito, "Ahh, vamo nessa!".
Em seu dia-dia, Kenan sempre cria diversos planos mirabolantes (seja para ganhar dinheiro, se livrar de algum problema, conquistar garotas, ou simplesmente se divertir e viver uma grande aventura), forçando sempre o pobre Kel a participar de suas aventuras, mesmo contra a vontade deste. Tudo isso acaba gerando várias confusões e mal entendidos entre os dois e todos a sua volta. Kenan é o cérebro da dupla e quem geralmente bola tais ideias, as quais Kel se mostra quase sempre relutante, mas acaba aceitando acompanhar seu amigo, apesar de Kel quase sempre botar tudo a perder.
Em seu cotidiano, Kenan divide o tempo entre seus estudos e seu trabalho na mercearia Rigby's, cujo dono (e consequentemente chefe de Kenan) é Chris Potter (Dan Frischman), que também é grande amigo da família Rockmore e possui uma boa amizade também para com Kel, apesar de se irritar com as palhaçadas deste, sempre o contrariando e incomodado com Kel por atrapalhar o trabalho de Kenan e costumar pegar refrigerante de laranja sem pagar. Mesmo tendo bom relacionamento, Chris costuma ser às vezes exigente para com Kenan, já que é metódico e um tanto quanto paranoico.
Kenan vive com seus pais Roger e Sheryl Rockmore (Teal Marchande) e sua irmã caçula Kyra (Vanessa Baden) em uma casa de dois andares, onde Kel praticamente mora também, uma vez que os pais de Kel não são vistos na série, deixando claro que Kel é um tanto quanto solitário em questão de família, se mostrando um tanto carente. Devido à falta de atenção dos pais, Kel é um tanto quanto sem noção e comete algumas gafes para com a família de Kenan (principalmente para Roger) e entre outras pessoas.

## Elenco
Principal
| Intérprete     | Personagem      | Temporadas     | Temporadas     | Temporadas     | Temporadas     |
| Intérprete     | Personagem      | 1ª (1996–1997) | 2ª (1997–1998) | 3ª (1998–1999) | 4ª (1999–2000) |
| -------------- | --------------- | -------------- | -------------- | -------------- | -------------- |
| Kenan Thompson | Kenan Rockmore  |                |                |                |                |
| Kel Mitchell   | Kel Kimble      |                |                |                |                |
| Vanessa Baden  | Kyra Rockmore   |                |                |                |                |
| Ken Foree      | Roger Rockmore  |                |                |                |                |
| Teal Marchande | Sheryl Rockmore |                |                |                |                |
| Dan Frischman  | Chris Potter    |                |                |                |                |
| Alexis Fields  | Sharla Morrison |                |                |                |                |
| Biagio Messina | Marc Cram       |                |                |                |                |

### Convidados
- Devon Alan
- Karan Ashley
- Bill Bellamy
- Milton Berle
- Dr. Joyce Brothers
- Downtown Julie Brown
- Johnny Brown
- Nick Cannon
- Linda Cardellini
- Robert Costanzo
- Cullen Douglas
- Chris Edgerly
- Bob Eubanks
- Kim Fields
- Arismendy Fondeur
- David Alan Grier
- Ron Harper
- Leland L. Jones
- Kevin Kopelow
- The Lady of Rage
- Kurt Loder
- Whitman Mayo
- Mona Lisa
- Oliver Muirhead
- Hersha Parady
- Paul Parducci
- Chrystee Pharris
- Eve Plumb
- Amy Richards
- Claudette Roche
- Dan Schneider
- Josh Server
- Rondell Sheridan
- Kevin Shinick
- Britney Spears
- Tamia
- TJ Thyne
- Paul Vogt
- Brian Hyder

### Perfil dos personagens
Kenan
Idade: 16 (Temporada 1), 17 (Temporada 2), 18 (Temporada 3) e 19 (Temporada 4)
Kenan é um adolescente esperto, gordinho e criativo. Seu melhor amigo é Kel. Trabalha na mercearia Rigbys, de Chris; é irmão de Kyra, e filho de Roger e Sheryl. Ele e Kel se veem como melhores amigos, mas Kenan tem ideias malucas que quando dão errado, coloca os dois amigos em encrenca. Tem uma relação de amizade e às vezes rivalidade com Sharla, mas demonstra ser apaixonado por ela, que vez ou outra corresponde o interesse amoroso dele e demonstra querer namorá-lo. Toda vez que Kel faz alguma bobagem que os prejudicam, Kenan sempre grita "Por quêêêê?!!". No final de cada programa, Kenan sempre pede a Kel para este último trazer alguma coisa para o próximo show, coisas que eles nem chegaram a utilizar e sempre vai embora primeiro.
Kel
Idade: 16 (Temporada 1), 17 (Temporada 2), 18 (Temporada 3) e 19 (Temporada 4)
Kel é o melhor amigo de Kenan, sendo mais atrapalhado, imaturo e fazendo coisas sem pensar, geralmente indo na onda das ideias de Kenan e sem muito entender o porquê, o que chega a irritar Kenan. Ele também não gosta de se meter em confusão, pois acha que os planos de Kenan sempre dão errado. Mesmo assim, demonstra ser inteligente no que se diz conhecimentos gerais e tem um grande coração. Tem uma grande paixão (ou melhor: obsessão) por refrigerante de laranja, e está quase sempre bebendo refrigerante grátis na Rigbys devido à amizade dele com Kenan. Ele sempre fala "Quem ama refrigerante de Laranja? Kel adora refrigerante de laranja. É verdade? Adoro, adoro, adoro!". Outra característica é de usar quase sempre um tipo diferente de chapéu ou boné (durante alguns episódios, não usava nada na cabeça). Passa muito mais tempo na casa de Kenan do que na sua própria, uma vez em que sua família não é mostrada na série, mas fica dito que os pais de Kel são cientistas muito ocupados e que viajam bastante (talvez Kel tenha herdado deles a genialidade, apesar de ser atrapalhado). Seu nome completo é Kel Einstein Hypothalimus Kimble. No início e final de cada programa, Kenan vai embora primeiro, deixando Kel confuso a ponto dele dizer "Ah, vamos nessa!"
Roger
É o pai de Kenan e Kyra e marido de Sheryl. Nas primeiras temporadas trabalha como controlador de voo, mas depois passou a trabalhar em um escritório. Seu maior azar é ter de conviver com as visitas diárias de Kel, que costuma causar-lhe acidentes e pancadas, além de Roger se irritar com facilidade com as gafes e as asneiras ditas pelo garoto, também pelo fato de Roger ser alvo constante das piadas de Kel ligadas ao fato dele (Roger) ser alto e careca. Roger é certamente azarado, tendo que pagar pelas confusões armadas por Kenan e Kel, além de ser um perdedor em jogos. Teve um episódio em que ele se machucou e se cansou de verdade de Kel, o expulsando de casa. Mas ele bateu a cabeça numa árvore e esqueceu de ter expulsado Kel, voltando a se acostumar com as palhaçadas dele.
Sheryl
É a mãe de Kyra e Kenan e esposa de Roger. Apesar de aceitar tranquilamente a amizade entre seu filho e Kel, Sheryl está sempre desconfiada dos planos mirabolantes da dupla. Mas por mais que demonstre irritação e nervosismo, é certamente compreensiva e de fato mais paciente com Kel que seu marido Roger, e geralmente é quem busca o equilíbrio e a ordem no lar. A partir da segunda temporada, passa a ter um cabelo mais curto.
Kyra
Irmã caçula de Kenan, vive xeretando suas coisas e o irritando, de certa forma que Kenan vive evitando-a, uma vez que Kyra adora aprontar com o irmão e outras pessoas ao seu redor que lhe sugiram certa ameaça. Apaixonada por Kel, demonstra certa obsessão e admiração por ele, sempre tentando agarrá-lo e até demonstrando ciúme por outras garotas que tentam se aproximar dele. Obviamente o amor não é correspondido por Kel achá-la muito nova e irritante, por mais que vez ou outra este a defenda. Kyra costumava estar presente nas duas primeiras temporadas, mas na terceira e na quarta temporada, ela ficava ausente na maioria dos episódios, só participando de alguns.
Chris
É o dono da mercearia Rigby's, chefe e amigo de Kenan, e posteriormente de Sharla, Chris é muito amigo da família Rockmore e de Kel (embora este último o irrite várias vezes). Ainda mora com a mãe (que fora mencionada várias vezes, mas nunca foi vista na série) e é um tanto quanto inseguro, já que possui um irmão gêmeo, Rick, que é certamente mais bem sucedido do que ele e costuma humilhá-lo por este fato. Chris também demonstra ser propenso a acidentes e um pouco super protegido por sua mãe que depende dele para praticamente tudo. Apesar da boa amizade com Kenan e Kel, ele costuma se estressar quando o primeiro chega atrasado ou faz corpo mole no trabalho, ou então quando o segundo insiste em tomar refrigerante de laranja sem pagar ou o faz se machucar. Costuma até se meter em confusões junto com a "dupla de palhaços", a quem ele se refere. Chris também costumava usar palavras estranhas para se referir a alguém ou algo, deixando sempre Kenan e Kel confusos.
Sharla
Começa a trabalhar na Rigby's e a estudar com Kenan e Kel a partir da terceira temporada. Sharla adora se mostrar mais madura e responsável que Kenan no trabalho e está sempre criticando seu estilo de ser e lhe fazendo várias piadinhas e comentários sarcásticos, apesar de no fundo gostar dele e corresponder à paixão que ele sente por ela. Diferente de Kenan, ela nunca faz corpo mole no trabalho, por isso é sempre a funcionária do mês. No episódio da formatura, Sharia também foi oradora da turma (embora tenha sido atrapalhada no seu discurso por Kenan).
Marc
Assim como Sharla, passa a aparecer a partir da terceira temporada. É o novo vizinho de Kenan e é o nerd da sala. Eduacado, inteligente, ingênuo, meio estranho e desesperado mas muito querido entre todos. Tem uma paixão por relógios, um grande talento pra soletração e adora bajular a diretora do colégio. Ele tenta ser amigo de Kenan, mas consegue se dar bem apenas com Kel, no entanto Marc considera Kenan, um grande amigo. Kenan não gosta muito de Marc, por o considerar 'pegajoso' e nerd demais, porém em várias ocasiões, Kenan já foi amigo de Marc.

## Produção

### Desenvolvimento
A série foi desenvolvida por Kim Bass, que na época também escrevia a comédia adolescente Sister, Sister (1994–99). Kenan Thompson e Kel Mitchell integravam o elenco do All That e frequentemente brincavam nos bastidores, o que chamou a atenção dos produtores, incluindo Bass, que desejavam vê-los estrelar uma série. Durante o período de férias do All That, a dupla gravou o episódio piloto do programa.
A ideia era transpor o humor pastelão de duplas cômicas como O Gordo e o Magro , Martin e Lewis e Abbott & Costello para o universo jovem, colocando dois adolescentes afro-americanos em situações absurdas. Kenan era o cérebro e escada da dupla, enquanto Kel era o seu contraste cômico.
Kenan & Kel foi a segunda experiência profissional de Mitchell como ator, tendo trabalhado anteriormente apenas em All That e em produções de teatro amador em Chicago; Thompson já havia trabalhado antes no filme D2: The Mighty Ducks (1994).
O tema musical da série intitulado "Aw, Here It Goes" foi composto por Victor Concepcion e interpretado pelo rapper Coolio, que aparecia na abertura do programa ao lado de Kenan e Kel. A música introduz a dupla e convida o público a acompanhar suas aventuras, fazendo referência a outras duplas famosas, como Siegfried & Roy e Abbott & Costello. A detetive fictícia Nancy Drew e o The Hardy Boys também são mencionados na letra, criando um contraste cômico com o perfil sério e inteligente dos investigadores em relação à natureza caótica e atrapalhada de Kenan e Kel.

### Gravações
A série foi gravada na frente de uma plateia ao vivo no Nickelodeon Studios, na Universal Studios em Orlando, Flórida (1ª e 2ª temporada) e no Nickelodeon on Sunset Studios em Hollywood, Califórnia, a a partir da 3ª temporada. A primeira temporada contém 14 episódios, gravados entre abril e 9 de agosto de 1996. 
Kenan & Kel também contou com algumas aparições especiais, incluindo o ator David Alan Grier, o ex-jogador de basquete Ron Harper e a cantora Britney Spears. 

## Episódios
| Temporada | Temporada | Episódios | Exibição Original     | Exibição Original     |
| Temporada | Temporada | Episódios | Início da temporada   | Final da temporada    |
| --------- | --------- | --------- | --------------------- | --------------------- |
|           | 1         | 14        | 15 de julho de 1996   | 17 de janeiro de 1997 |
|           | 2         | 13        | 6 de setembro de 1997 | 3 de janeiro de 1998  |
|           | 3         | 22        | 10 de outubro de 1998 | 24 de abril de 1999   |
|           | 4         | 16        | 7 de agosto de 1999   | 14 de janeiro de 2001 |

### Especiais
| Especial                       | Título em Português                         | Exibição Original                                                 |
| ------------------------------ | ------------------------------------------- | ----------------------------------------------------------------- |
| Bye Bye Kenan                  | "Adeus, Kenan"                              | 27 de dezembro de 1997 (1ª Parte) 3 de janeiro de 1998 (2ª Parte) |
| Aw, Here It Goes To Hollywood  | "Ah, Vamos Nessa a Hollywood"               | 25 de setembro de 1999 (Partes 1 & 2)                             |
| Two Heads Are Better Than None | "Duas Cabeças Pensam Melhor do Que Nenhuma" | 15 de julho de 2000 (1ª, 2ª e 3ª Parte)                           |

## Legado

### Impacto cultural e influência
Kenan & Kel tornou-se uma das séries mais queridas do público, sobretudo por quem os acompanhou entre a década de 1990 e início dos anos 2000, tendo uma forte influência na cultura pop e continuando a conquistar uma nova geração de fãs devido às suas inúmeras reprises, bem como por seu humor simples e inteligente, com bordões marcantes.
Em um esquete do Saturday Night Live de 3 de dezembro de 2022, Kenan Thompson, um antigo membro do elenco do SNL, apareceu em uma paródia do programa chamado Kenan & Kelly com a presença de Kel Mitchell e da apresentadora convidada Keke Palmer. No esquete, Palmer explica seu desejo de reiniciar Kenan & Kel após conhecer Thompson e expressar seu carinho por ele durante seus anos na Nickelodeon. O esquete é intercalado entre pseudoentrevistas e recriações do cenário da mercearia Rigby's da série original.
A série inspirou uma dupla de DJs funkeiros, naturais de Campinas, que possuem os mesmos nomes dos protagonistas e ficaram conhecidos por misturarem sons do funk, hip hop e eletrônica.

### Outros projetos
Paralelo à série Kenan & Kel, Thompson e Mitchell também formaram dupla em outros projetos. O mais popular deles é o filme Good Burger (1997), que também é uma derivação de um esquete do All That; em 2024, foi lançado uma sequência, Good Burger 2, com ambos reprisando seus papéis. Os dois também fizeram uma aparição crossover na série Cousin Skeeter, também produzida pela Nick, e na série Sabrina, the Teenage Witch, além do filme The Adventures of Rocky and Bullwinkle no qual interpretam Martin e Lewis (uma homenagem a dupla homônima, que também serviu de inspiração para a série Kenan & Kel).

## Outras mídias

### Lançamento em DVD
Os únicos lançamentos em DVD de Kenan e Kel que estão atualmente disponíveis são O Melhor da 1 & 2 Temporada e O Melhor da 3 & 4 Temporada. Eles são lançados e fabricado sob demanda da Amazon.com, temporadas individuais não estão disponíveis. O dvd ''O Melhor da 1 & 2 Temporada'' está faltando 3 Episódios ("In the Line of Kenan", "Baggin' Saggin Kel", e "Safe and Sorry", Todos da 1 Temporada) para completar o conjunto, ''O Melhor da 3 & 4 Temporada'' está faltando 3 Episódios ("The Chicago Witch Trials", "Freezer Burned", and "Who Love Who-ooh?"; Todas da 3 Temporada), mas a 4 temporada está completa, Estes lançamentos em DVD estão ausentes de quaisquer características de bônus.
| Nome do DVD                   | Episódios | Discos | Data de lançamento     | Bonus do DVD                                   |
| ----------------------------- | --------- | ------ | ---------------------- | ---------------------------------------------- |
| Primeira Temporada (O Melhor) | 11        | 3      | 21 de maio de 2014     | Não há Bonus Faltando 3 episódios da temporada |
| Segunda Temporada Completa    | 13        | 3      | 21 de maio de 2014     | Não há Bonus                                   |
| Terceira Temporada (O Melhor) | 19        | 4      | 06 de novembro de 2014 | Não há bônus Faltando 3 episódios da temporada |
| Quarta Temporada Completa     | 13        | 4      | 06 de novembro de 2014 | Não há Bonus                                   |

Em 28 de julho de 2011, a primeira temporada de Kenan & Kel foi lançada na iTunes Store. Em 29 de novembro de 2011, a segunda temporada foi lançada. Em 13 de fevereiro de 2012, a terceira temporada foi lançada.